# Дохиарска кула
Дохиарската кула (на гръцки: Πύργος Μονής Δοχειαρίου) е отбранително съоръжение, разположено в манастира Дохиар на полуостров Света гора, Халкидики, Гърция.

## Местоположение
Кулата има доминантно положение на източната стена на манастира.

## История
Стоежът на голямата кула на вероятно се успореден на изграждането на католикона „Свети Архангели“ в 1568 година. Горната част на кулата със сигурност е построена в периода от средата на XVI век до 1617 година, период, който съвпада с възстановяването на манастира. В долните части могат да се разграничат поне две по-стари строителни фази.

## Описание
Както и в други манастири, Голямата кула е по същество върхът на укрепленията на манастира, последната му отбранителна точка при нападения на пирати, турци, каталунци и други. Има 5 етажа и височина 28 m. Планът ѝ е почти квадратен, с размери 8,5 m x 8,8 m. На приземния етаж има резервоар, който се захранва с вода от чешмата в основата.
Тази кула, подобно на Каракалската и на Протатската кула има от всички представя от всички страни отбранителни еркери, които имат и декоративна функция. В в кулата на Дохиарския манастир еркерите не са покрити и на практика са балкони.
Кулата е отбранително автономна и нейните основи са защитени по целия периметър на плана с капандури, които се издават симетрично на четирите им страни, на височината на последния етаж в Каракалската и Протатската.
След входа има два люка, водещи към цистерните, а в останалата част на сутерена има почти квадратна складова част, която е покрита с дюшеме.
На последния етаж се помещава библиотеката на манастира. Също така в кулата е параклисът „Свети Архангели“.